# غويك تبة (مهاباد)
غويك تبة (بالكردية: گوێک تەپە) هي إحدى القرى التابعة لـمكريان الشرقية في ريف قسم مركزي من مقاطعة مهاباد، في محافظة أذربیجان الغربیة الإيرانية.

## السكان
حسب إحصاءات سنة 2006، بلغ إجمالي السكان في غويك تبه 4377 نسمة وعدد المساكن 877 مسكن. لغة سكان غويك تبه هي اللغة الكردية و هم من أهل السنة والجماعة والمذهب الشافعي.